# Yamaha KX1
| Allgemeines              | Allgemeines                                                                                      |
| ------------------------ | ------------------------------------------------------------------------------------------------ |
| Name                     | KX1                                                                                              |
| Hersteller               | Yamaha                                                                                           |
| Klangsynthese            | keine                                                                                            |
| Zeitraum                 | 1983                                                                                             |
| Preis (Erscheinungsjahr) |                                                                                                  |
| Eigenschaften            |                                                                                                  |
| Kontrollmöglichkeiten    | Transpose (up, down) Monophonic (on, off) Sustain (on, off) Portamento (on, off) Portamento Time |
| Stromversorgung          | über Netzteil oder 6 R6 AA-Batterien                                                             |
| Farben                   | rot, weiß                                                                                        |
| Tasten                   | 44, anschlagsdynamisch mit Aftertouch                                                            |
| Int. Controller          | Pitch-, Modulationsrad                                                                           |
| Ext. Controller          | Breath-Controller                                                                                |
| Schnittstelle(n)         | MIDI-Out                                                                                         |
| Speicherplätze           | 32                                                                                               |
| Größe                    | 1248,5 × 88 × 231 mm                                                                             |
| Gewicht                  | 6 kg                                                                                             |
| Zubehör (Lieferumfang)   | Gurt, Midikabel Batterien                                                                        |
| Zubehör (optional)       | Battery Pack BC1 Breath Controller                                                               |

Bei dem von der Firma Yamaha hergestellten KX1 handelt es sich um ein Umhängekeyboard, welches in erster Linie als Zubehör, bzw. Erweiterung, für die zeitgleich erschienene DX-Serie (DX7, DX9) zu haben war.
Es wurden davon 1000 Stück hergestellt und verkauft.

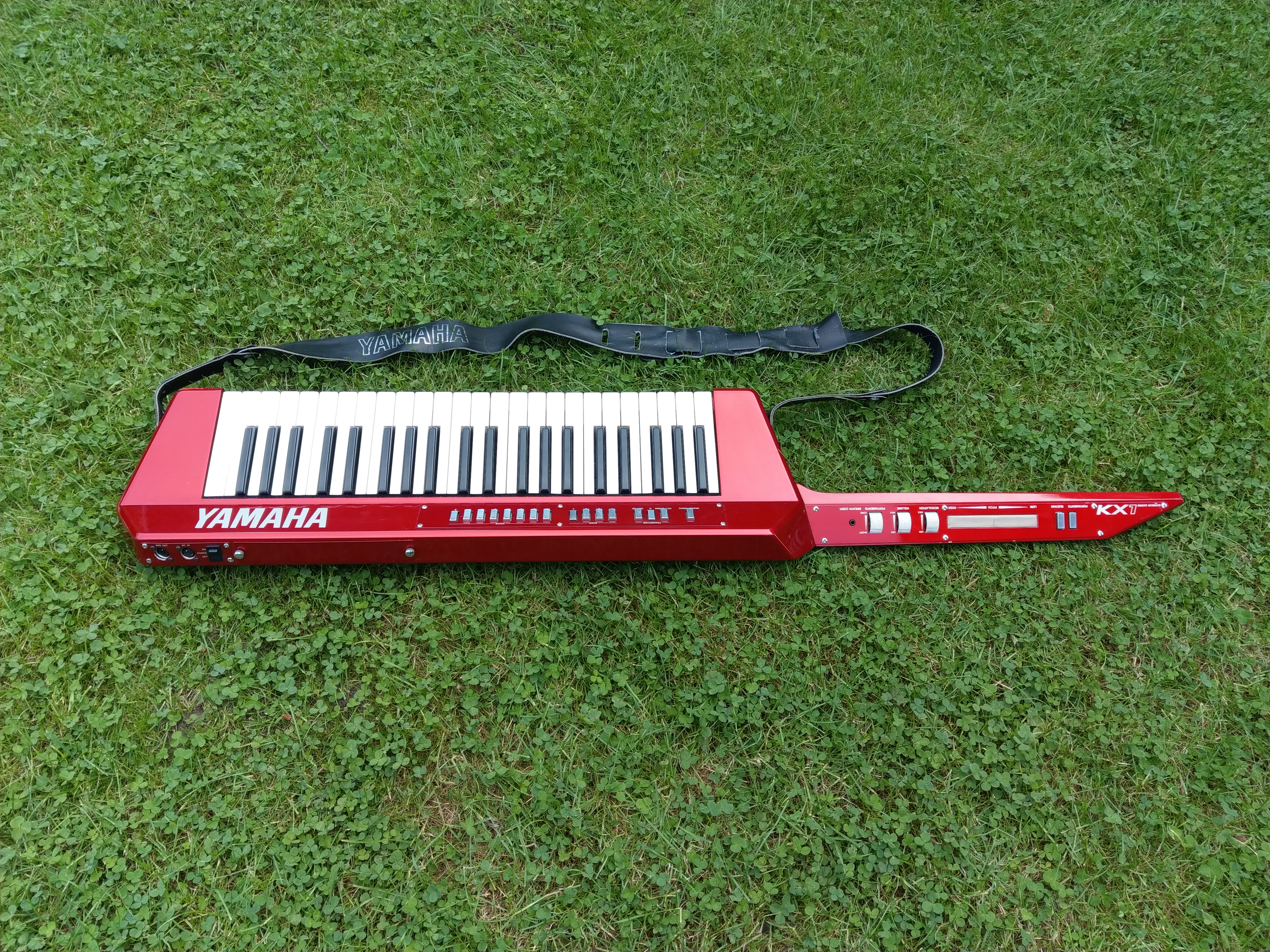